# Raúl Mondesí
Raúl Ramón Mondesí Avelino (San Cristóbal, 12 marzo 1971) è un ex giocatore di baseball e politico dominicano, sindaco di San Cristóbal dal 16 maggio 2010.

## Biografia

### Carriera
Si è ritirato dall'attività nel 2005. Precedentemente ha giocato con i Los Angeles Dodgers, con i Toronto Blue Jays, con i New York Yankees, con gli Arizona Diamondbacks, con i Pittsburgh Pirates, con gli Anaheim Angels e con gli Atlanta Braves.
Il figlio di Mondesì, Adalberto, gioca anch'egli a baseball nei Kansas City Royals.